# Lac Noir (Haut-Rhin)
Pour les articles homonymes, voir Lac Noir.
Le lac Noir est un lac glaciaire situé sous la crête du versant est du massif des Vosges vers 935 mètres d’altitude moyenne, sous le sommet du gazon du Faing, en amont d'Orbey. Il est établi dans un cirque glaciaire de hautes falaises granitiques, naturellement barré par un cordon morainique ; son émissaire est le « ruisseau du lac Noir » qui rejoint la Weiss en aval d’Orbey. Le lac Blanc, analogue mais environ trois fois plus étendu et deux fois plus profond, est situé à environ un kilomètre en amont de lui, vers 1 050 mètres d’altitude moyenne. Les deux cirques sont séparés par l’arête granitique du Reisberg qui culmine à 1 272 mètres.

## Aménagement hydroélectrique

Coupe schématique de la centrale.

Le lac Noir a fait l'objet d'un aménagement de pompage-turbinage avec le lac Blanc, le premier étant le réservoir bas et le deuxième étant le réservoir haut. Cet aménagement est réalisé entre 1928 et 1934 par René Koechlin, et a consisté à :
- accroissement du volume utile du lac Noir : son cordon morainique, a été surélevé au moyen d’un barrage-digue haut de quinze mètres, construit avec les mêmes matériaux prélevés dans le lac ; ils enrobent un noyau d’étanchéité en béton et sont protégés du batillage par un parement amont en maçonnerie ;
- sous le Reisberg, forage d’une galerie en charge de 4,6 mètres de diamètre reliant les deux lacs ;
- sur la rive nord-ouest du lac Noir, construction d’une centrale hydroélectrique utilisant quatre alternateurs réversibles d’une puissance totale de 80 mégawatts.

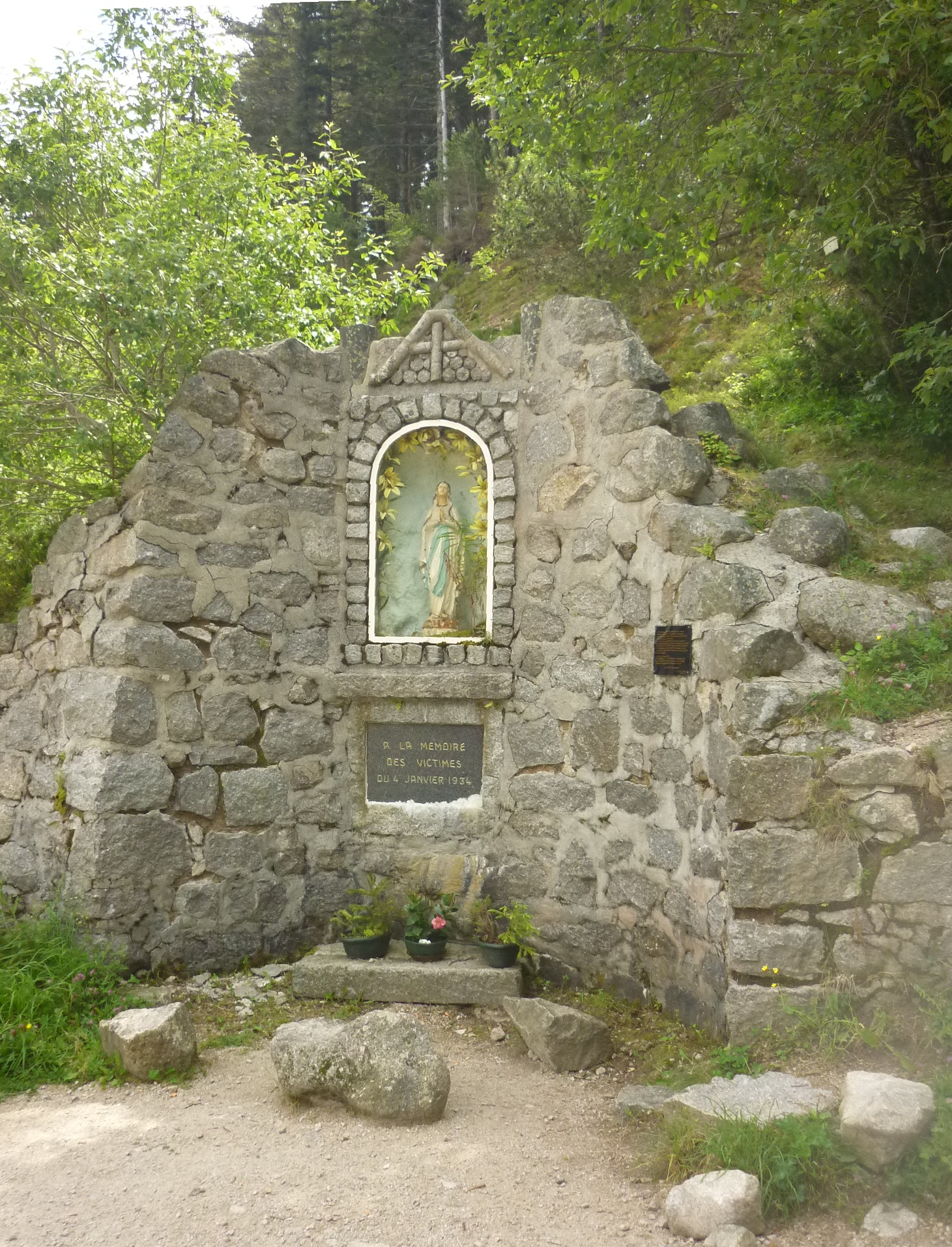
Le monument commémorant l’accident du 4 janvier 1934.

Lors de la mise en service le 4 janvier 1934 à 21 h, la canalisation reliant la galerie à la centrale s’est rompue ; le toit de la centrale s’est effondré sur le personnel, ingénieurs, techniciens et ouvriers, tuant neuf d’entre eux et laissant un survivant. Après réparations, l’aménagement a été mis en service en 1938. Un monument commémoratif a été érigé au bord du lac.
La centrale est mise à l'arrêt à la suite de la rupture d'une bride ayant entraîné l'inondation de l'usine jusqu'au niveau du lac en juillet 2002. Elle n'a jamais été remise en route, et le 6 août 2014, elle a été détruite entièrement à l’explosif. Actuellement les lac Noir et Blanc ne sont plus utilisés pour la production hydroélectrique. Des projets de construction d'une nouvelle centrale sont soutenus, mais EDF s'y oppose, arguant du manque de rentabilité d'un tel projet.

## Étanchéification du cordon morainique
À peu près une fois par jour, le niveau du lac Noir variait d’environ 18 mètres dans chaque sens – le marnage est beaucoup plus faible dans le lac Blanc trois fois plus étendu.
Dans le cordon morainique, ces incessantes « vidanges brusques » ont provoqué un renard permanent d’environ 200 l/j de sable qui a peu à peu déformé le corps de digue, fragmenté le revêtement et accrût la perméabilité de la moraine, très faible à l’origine ; le débit de fuite atteignait à peu près 350 m3/h en 1945 quand on a décidé de colmater les matériaux et de réparer l’ouvrage. On procéda d’abord en tâtonnant avec plus ou moins de succès, puis rationnellement au moyen de forages équipés de tubes à manchettes, à des injections expérimentales puis systématiques de coulis de ciment, sable, argile et/ou silicates en proportions et quantités variables selon l’état local des matériaux et l’efficacité des passes précédentes contrôlée par sondages et essais d’eau ; en fin d’opération, le débit de fuite était inférieur à 2 m3/h, ce qui validait ce procédé d’injection permettant de planifier, gérer et contrôler rigoureusement n’importe quelle opération d’injection dans des matériaux meubles, jusqu’à l’obtention du résultat cherché.
C’est donc pour étancher les matériaux sablo-graveleux du cordon morainique du lac Noir qu’a été mise au point et validée la technique du forage d’injection équipé d’un tube à manchettes qui, entre autres, a permis la réalisation du voile d’étanchéité sous le barrage de Serre-Ponçon.

## Filmographie

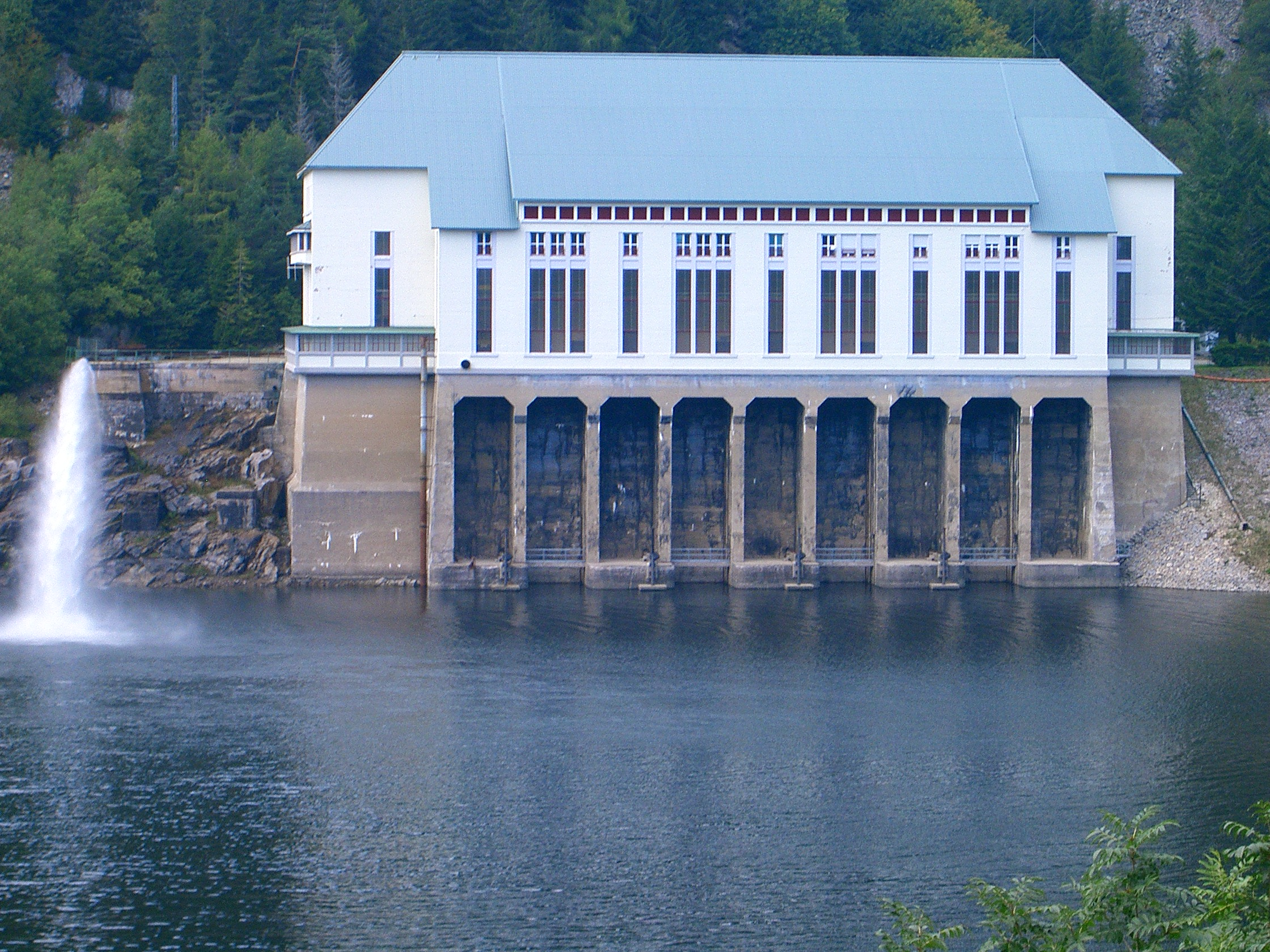
L'ancienne centrale hydroélectrique, aujourd'hui démantelée.

Le Lac Noir a servi de décor à deux films français et un téléfilm :
- Agent trouble de Jean-Pierre Mocky en 1987 ;
- Une femme française de Régis Wargnier en 1995 ;
- Colère, téléfilm de Jean-Pierre Mocky en 2009.